# Friedrich Adler
Friedrich Adler (13. února 1857, Kosova Hora – 2. února 1938, Praha) byl pražský německy píšící židovský básník, překladatel (zejména libret) a právník.

## Život a činnost
Po pražském novoměstském gymnáziu a pražské právnické fakultě, na které byl v roce 1883 promován, se stal advokátem a tlumočníkem poslanecké sněmovny. Zajímal se také o hudbu. Jako člověk, který mimořádně vynikal lingvistickými schopnostmi a citem pro jazyk, přeložil do němčiny několik libret a hudebních textů:
- Bedřich Smetana: Prodaná nevěsta
- Vilém Blodek: opera V studni
- Leoš Janáček: sbor Potulný šílenec
- Ladislav Vycpálek: Kantáta o posledních věcech člověka (původně moravské lidové texty)

Z českých básníků překládal Jaroslava Vrchlického a řadu starších autorů, ale i např. Fráňu Šrámka (báseň Raport). V roce 1912 získal prestižní ocenění – Cenu A. Bauernfelda za překladatelskou činnost.
Pohřben je na Novém židovském hřbitově na Smíchově. Jeho manželka Regina (1870–1943) zemřela během holocaustu v terezínském ghettu, dcery Marie Elisa (1896–1942) a Gertrude (1897–1942) zahynuli v Zámostí.

## Dílo
- Seznam děl v Souborném katalogu ČR, jejichž autorem nebo tématem je Friedrich Adler

### Divadelní hry
- Don Gil na náměty Tirsa de Molina, překlad: František Serafínský Procházka, hrálo Divadlo na Vinohradech
- Dvě želízka v ohni (Zwei Eisen im Feuer), překlad: Antonín Klášterský, hrálo Švandovo divadlo

## Ukázka z díla
Báseň „So bin ich immer unter euch gestanden“ publikovaná v časopise Witiko, roč. 2, str. 138.
So bin ich immer unter euch gestanden

So bin ich immer unter euch gestanden,

Ihr, meine lieben, guten Zeitgenossen,

Die, wohlbewußt zu engem Kreis geschlossen,

In gleichem Denken sich zusammenfanden.

Ich fühlte stets mich wie aus fernen Landen,

Den Lauten fremd, die euerm Mund entflossen,

Fremd euerm Winken und versteckten Glossen

Und ward so leicht mit meinem Tun zu schanden.

Fürwahr, ich möchte niemals müßig schweifen

Und unermüdlich waren Kopf und Hände,

Doch wollte nie die rechte Ernte reifen.

Sei's, wie es sei, wie immer es sich wende,

Ich glaub, wir werden niemals uns begreifen,

Und ich bleib dumm bis an mein selig Ende.
F. Adler, So bin ich immer unter euch gestanden, 1929